# Dom Wolności

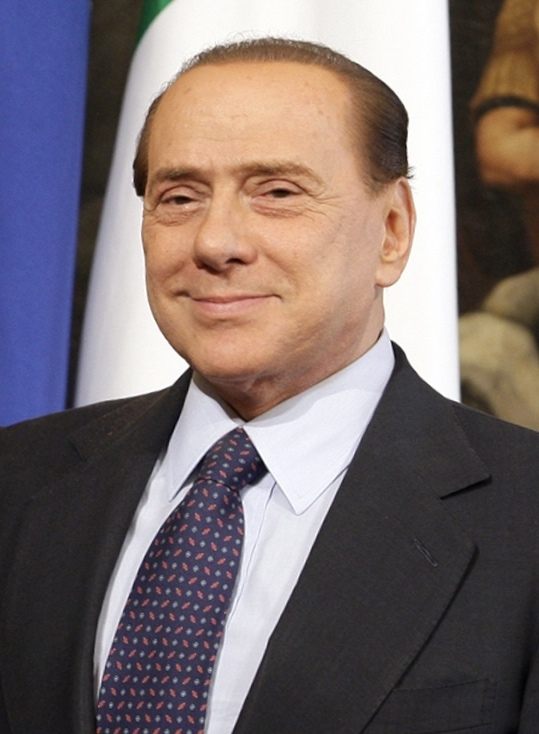
Silvio Berlusconi – lider DW

Dom Wolności, (wł. Casa delle Libertà), włoska koalicja partii o poglądach centroprawicowych, pod przewodnictwem premiera Silvio Berlusconiego.
W wyborach parlamentarnych w 2006 roku, Dom Wolności przegrał, zdobywając 49,74%, uzyskując 281 miejsc w Izbie Deputowanych.

## PartieDomu Wolności
- Forza Italia
- Sojusz Narodowy (Alleanza Nazionale)
- Liga Północna (Lega Nord)
- Unia Chrześcijańskich Demokratów i Demokratów Centrum (UDC)
- Nowa Włoska Partia Socjalistyczna (Nuovo PSI)
- Włoska Partia Republikańska
- Liberalni Reformatorzy
- Chrześcijańska Demokracja dla Autonomii (Democrazia Cristiana per le Autonomie)

## Historia
Sojusz wygrał wybory w 1994 roku pod nazwą Polo delle Liberta, jednak gabinet rządowy szybko upadł z powodu przejścia Ligi Północnej do opozycji i wycofania poparcia dla rządu.
Po pięcioletnich rządach koalicji centrolewicowej, Berlusconi przekonał większość nieskompromitowanych polityków Ligi Północnej i wygrał ponownie wybory parlamentarne w 2001 roku, tym razem z wystarczająco wysokim poparciem, aby utworzyć stabilny rząd.
W 2003 roku, Dom Wolności przegrało wybory lokalne, pokonane przez centrolewicowe Drzewo Oliwne. Wówczas Liga Północna ponownie zagroziła wyjściem z Domu Wolności. W 2005 roku ponownie koalicja przegrała i straciła poparcie lokalne, tracąc swoją władzę w 6 z 8 regionach Włoch. Spowodowało to kryzys rządowy i wycofanie z rządu polityków UDC. Kilka tygodni później, 23 kwietnia 2005 roku został uformowany nowy gabinet, który utworzyło sześć tych samych partii ponownie pod kierownictwem Berlusconiego. W wyborach parlamentarnych w 2006 roku, Dom Wolności stracił większość w parlamencie na rzecz centrolewicowej Unii Romano Prodiego.